# 영암 정원명 석비
영암 정원명 석비(靈巖 貞元銘 石碑)는 대한민국 전라남도 영암군 군서면 서구림리에 있는 석비이다. 1990년 12월 5일 전라남도의 문화재자료 제181호로 지정되었다. 한국에서 가장 오래된 매향비이다.

## 개요
비의 성격을 정확히 알 수 없으나 비문의 일부 내용으로 보아 불교와 관계된 것으로 짐작되는 비이다. 자연석을 약간 다듬은 기둥 모양으로 앞면에만 글자를 새겼는데 많이 닳아 있어 전체적인 내용 파악은 어렵다고 문화유산 안내에 나온다.
그런데 2021년에 명문 판독 결과 이 석비는 한국 현존 최고(最古)의 매향비임이 확인되었다. 고려 말~조선 초의 현존 매향비에 자주 보이는 매(埋) 혹은 매향(埋香)이라는 표현은 없으나, 탄장(呑藏)과 합향십속(合香十束)이라는 명문이 새겨져 있다는 점에서 매향비임이 확인된다.
비문에 의하면 비의 건립연대는 통일신라 원성왕 2년(786)이다. 전남지역에서 발견된 글을 새긴 비중에서 가장 오래된 비로, 마을에서 골목길을 정리하다 발견되어 지금은 최정호씨 집에 옮겨 놓았다.

## 참고 문헌
- 영암 정원명 석비 - 국가유산청 국가유산포털

1. 1 2  성윤길 (2021). “현존 최고(最古)의 매향비(埋香碑): 영암 정원명(貞元銘) 석비(石碑)”. 《헤리티지:역사와 과학》 (국립문화유산연구원) (91).